# سالم الجمري
سالم بن محمد الجمري (1910 – 1991)، شاعر إماراتي. أحد أبرز شعراء النبط الذين أثروا ساحة الشعر الشعبي والأغنية الشعبية في الإمارات.

## حياته
ولد في إمارة دبي في منطقة ديرة، وكان والده قد امتهن الغوص، مما كان له عميق الأثر في حبه للحياة البحرية وعمله بالمهنة نفسها في سن مبكرة من حياته.
برزت موهبته الشعرية في سن مبكر، لا سيما وأن خاله وجده شاعران معروفان، وجالس الكثير من الشعراء الكبار في تلك الفترة، وكتب العديد من القصائد التي عكست إعجابه بهؤلاء الشعراء مثل: الماجدي بن ظاهر.
تنقل خلال مراحل مختلفة من حياته بين العديد من الدول، فسافر إلى الكويت والبحرين والسعودية (التي تعلم فيها التصوير) رغبة منه في تحسين وضعه الإقتصادي، وعاد أخيرا إلى دبي، كما تنقل بين دبي والشارقة وعجمان، إلى أن استقر في الراشدية في دبي.
حظي بتكريم في مهرجان الشعر الشعبي، الذي أقيم برعاية الشيخ سلطان بن محمد القاسمي حاكم إمارة الشارقة، شارك في قصيدة غزل (غناها الفنان الإماراتي ميحد حمد فيما بعد) وحل في المركز الثاني في المسابقة التي أقيمت على هامش المهرجان.
القيمة النية والجمالية العالية لقصائد سالم الجمري جذبت المطربين والمؤدين الذين غنو له الكثير من القصائد ومنهم حارب حسن وعلي بن روغة وغيرهم.
توفي شاعران من أصدقاءه المقربين وهما الشاعر راشد الخضر والشاعر أحمد الهاملي، تأثر بشجة لوفاتهما وابتعد عن الساحة واعتزل نوعا ما، ثم عانى من الوحدة وانقطاع زيارة معارفه وأقربائه، وعبر عن ذلك في عدد من الأبيات الشعرية التي كتبها وتوفي في فبراير 1991.

## قصيدة طال ليلي
تعد قصيدة طال ليلي من إحدى أشهر قصائده، وقد غناها ولحنها ميحد حمد: